# Buharkent
Buharkent là một huyện thuộc tỉnh Aydın, Thổ Nhĩ Kỳ. Huyện có diện tích 102 km² và dân số thời điểm năm 2007 là 12527 người, mật độ 123 người/km².